# Валдгрехвајлер
Валдгрехвајлер (њем. Waldgrehweiler) општина је у њемачкој савезној држави Рајна-Палатинат. Једно је од 81 општинског средишта округа Донерсберг. Према процјени из 2010. у општини је живјело 221 становника. Посједује регионалну шифру (AGS) 7333079.

## Географски и демографски подаци
Валдгрехвајлер се налази у савезној држави Рајна-Палатинат у округу Донерсберг. Општина се налази на надморској висини од 240 метара. Површина општине износи 7,8 km². У самом мјесту је, према процјени из 2010. године, живјело 221 становника. Просјечна густина становништва износи 29 становника/km².